# Tasso Takuya
Tasso Takuya (達増 拓也 Tasso Takuya) là chính trị gia người Nhật Bản. Hiện tại, ông đang giữ chức vụ làm thống đốc tỉnh Iwate kể từ năm 2007.